# ♋
♋ (Unicode U+264B) est le symbole pour la constellation du zodiaque le Cancer.

## Histoire et mythologie

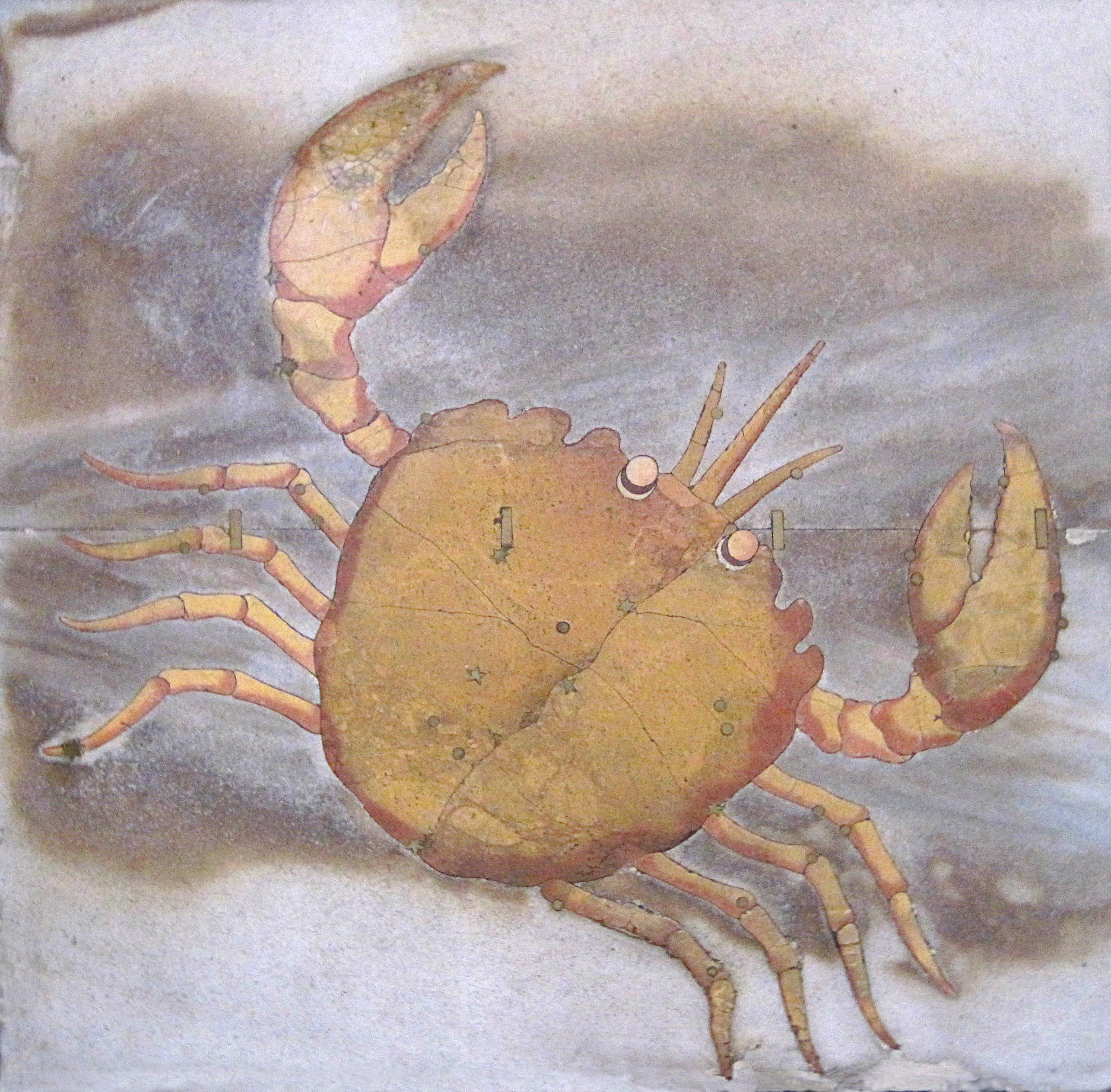
Signe zodiacal du cancer ornant la méridienne de la Basilique Ste-Marie-des-Anges-et-des-Martyrs à Rome.

Dans la mythologie grecque, il s'agissait d'un petit crabe ami de l'Hydre, qui fut écrasé dans son combat avec Hercule. Il sera ressuscité par Poséidon en monstre géant pour servir son armée. Pour sa loyauté, à sa mort il fut envoyé par Héra dans la voûte céleste pour briller éternellement.
En alchimie, ce symbole désigne le processus d'union par dissolution,.